# 煮干し

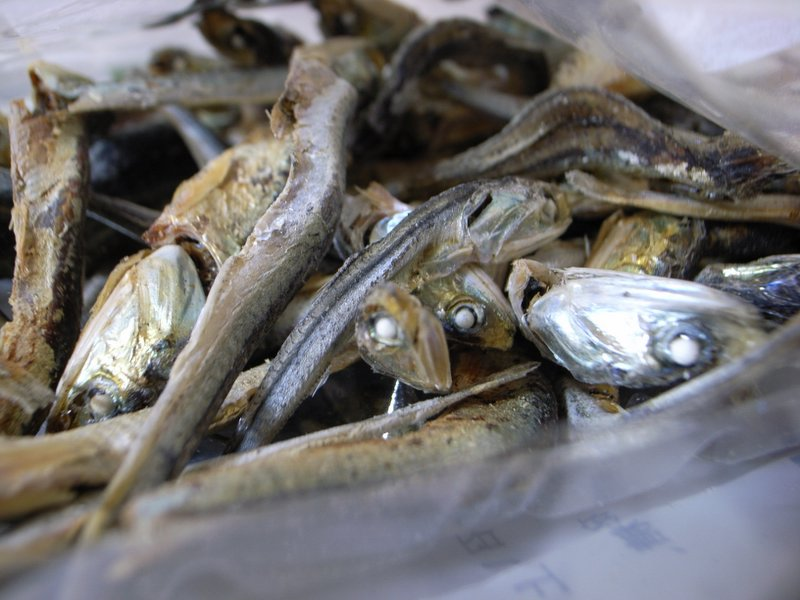
煮干し

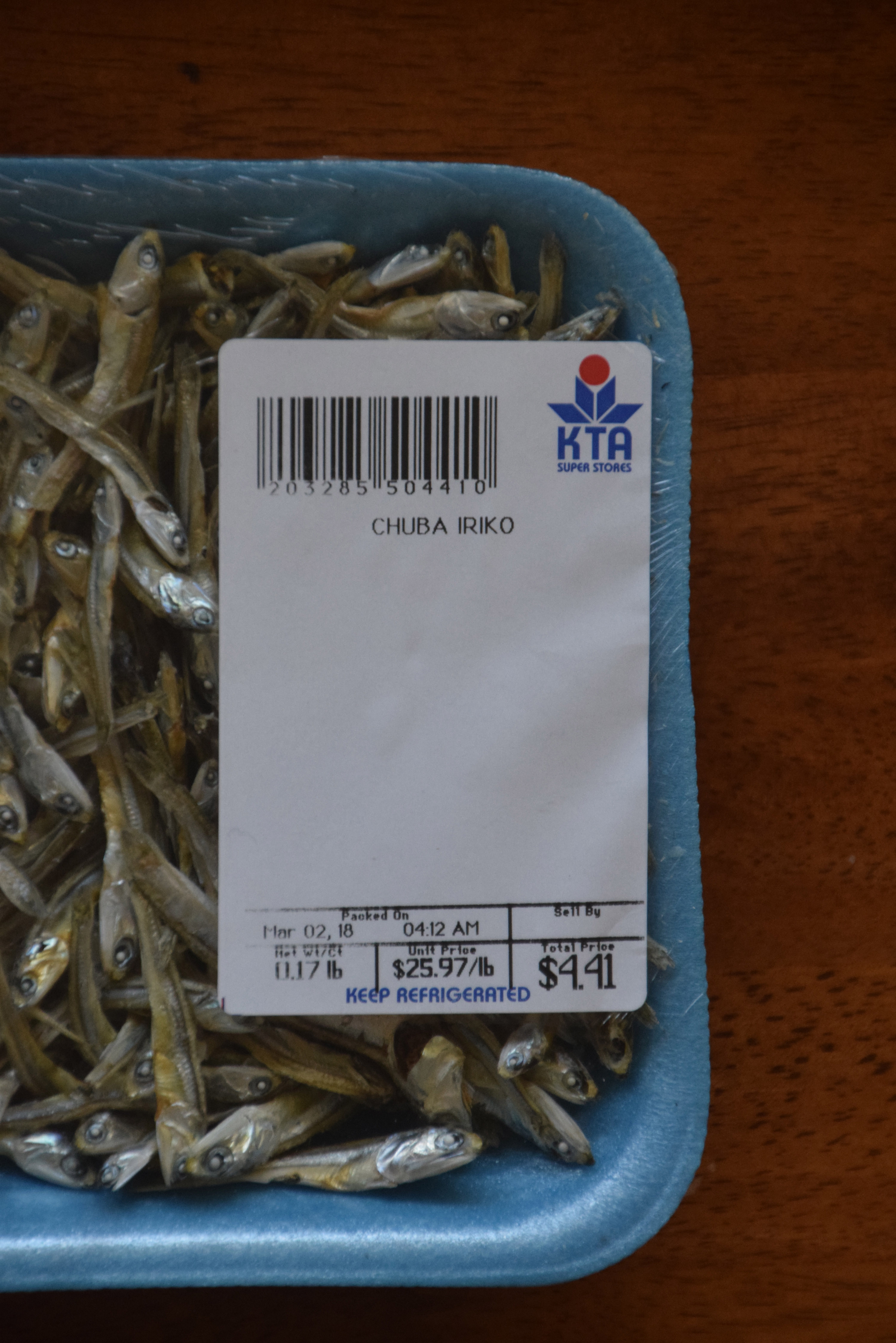
西日本からの移民が多いハワイでは、煮干しはイリコ（Iriko）と呼ばれる

煮干し（にぼし）は、小魚を煮て干した水産加工品。主に出汁をとる材料として使われるほか、そのまま、あるいは乾煎りにするなどで食べられている。カタクチイワシで作ったものが最も一般的だが、マイワシ、ウルメイワシ、キビナゴ、アジ、サバ、トビウオ（あご）などを原料としたものもある。

## 概要
煮干しは日本料理の出汁の素材となる。じゃこ（雑魚）、だしじゃこ（出汁雑魚）ともいう。
いわゆるイリコ（いりこ、炒り子、Iriko）は一般的にはカタクチイワシを釜揚げにしてから乾燥させた水産加工品である。イリコは西日本およびそこからの移民が多い米国ハワイ州での呼称である。
呼び名は大きさによって、3cm未満のチリメン（シラス）、3-4cmのカエリ、4-6cmの小羽、6-8cmの中羽、8cm以上の大羽に分けられる。
煮干しは沿岸地域各地で産し、日本最大の生産地は広島県。香川県伊吹島産など瀬戸内海で漁獲したカタクチイワシを加工したもの（イリコ）が有名で、香川県のイリコは讃岐うどんの誕生のきっかけとなった食材でもある。

## 歴史
古代からイワシやイワシ加工品は食用とされたが、煮干しの記述はない。中世に干鰯が作られたが畑の肥料としてである。煮干しが記述されるようになるのは、江戸時代中期のことで当時高価だった鰹節の代わりに日常的に使うための代用品としての需要からであった。

## 製造過程と品質
煮干の原料はいわゆる青魚で不飽和脂肪酸を多く含むので、製造から流通、保存に至る管理が適切に行われないと、脂肪の酸化が進み品質が低下する。酸化を防ぐ意味で原料自体も脂があまりのっていないものが適しており、大きな魚を煮干にしないのはこのためである。また、魚を原料とするため生臭みが出やすいので加工時の鮮度も重要となる。
製造工程は水揚げされた素材を煮沸し、乾燥させることで行われる。煮沸時には一般的に塩を添加するが、近年では減塩志向の関係で無塩で加工される場合もある。但し、その場合は保存期間は短くなる。
原料の脂肪酸化は製造する際の乾燥工程から始まってしまうため、特殊な加工方法を採らない限り防ぐことは難しい。このため、酸化防止剤としてBHAやビタミンEが添加される場合が多い。また、量販店で販売される製品の多くは、密閉容器に脱酸素剤を一緒に封入することで、酸化を防ぐ工夫が施されている。
購入時の目安として、背側が盛り上がりくの字に曲がっているものが鮮度のよい魚を加工したものである。逆に腹側が盛り上がるようなくの字になって腹が割れているものは、加工時の鮮度が悪かったもので、出汁をとる際に生臭味が強くでる。色合いは青みがかった銀白色が脂肪の酸化されていない上質なもので、赤茶色になっているのは脂肪が酸化された粗悪な製品である。ただし、よほど酸化が進まないかぎり変色しないので、色で酸化の度合いを見極める事は専門家でも困難といわれている。

## 利用
出汁をとるのに使われることが多いが、副菜などにも利用され、特に鮮魚の手に入りにくかった山間部ではよく用いられてきた。

### 出汁の取り方
水出し法と煮出し法があり、水出しの方が雑味の少ない良質の出汁が取れる。頭と腹わたからは苦味や雑味が出るので下拵えとして取り除くと良いとされるが、水出しの場合は頭と腹わたから灰汁が出にくいため、それらから出る旨みを利用するために取り除かない方法もある。出汁が出やすいように、中骨に沿って2枚下ろしのように指で二つに割る。ただし一般家庭で味噌汁等に使う場合には、特別な下拵えをせずにそのまま使う場合も多い。なお出汁を抽出した後に焼け火箸を入れると生臭みの元になっている成分が揮発し上品な出汁になるといわれている。
出汁をとった後の煮干は出し殻として取り出すが、家庭料理ではそのまま汁の実として食べる場合もある。
- 水出し法 : 1000ml程度の水に50gほどの煮干を入れて一晩（10時間程度）出汁を抽出する。煮干を取り出した後に出汁を加熱して用いる。
- 煮出し法 : 1000ml程度の水に30gほどの煮干を入れて10分程度煮出す。
- 折衷法（最も一般的な方法） : 1000ml程度の水に30gほどの煮干を入れて30分から一晩程度出汁を浸出し、煮干を取り出さずに10分程度煮出す。

出汁用として、煮干しを粉状に粉砕したものも広く流通している。

### 副菜での利用
和え物などにも利用される。香川県の郷土料理にいりこ飯がある。

### 現代の商品開発の動向
煮干は、一般にそのまま食することができるため、現代人のカルシウム不足を補う意味もあって、「食べ（られ）る煮干」として、食べられることを明記し、健康によい食品であることを訴求した商品が増えている。また、アーモンドなどのナッツ類と一緒に小袋にパッケージされた商品も、茶請けや酒のつまみとして長年にわたって日本人には愛好されている。

## 煮干の日
2月14日。1994年に全国煮干協会が「に(2)ぼ(1＝棒)し(4)」の語呂合わせから制定した。

## 他の動物への影響
煮干しはイヌやネコなどの動物にはマグネシウムの過剰摂取となり尿路疾患をもたらすことがある。